# 昭和任侠伝
『昭和任侠伝』（しょうわにんきょうでん）は、落語の演目で、新作落語に分類される。『昭和仁侠伝』とも表記される。
桂音也が1970年代初めに創作した。当時人気のあった、高倉健、鶴田浩二、藤純子（現：富司純子）らが主演した東映任侠映画のパロディが散りばめられている。2代目桂春蝶の得意ネタとして知られ、2代目春蝶の死後は弟子の桂昇蝶や、息子の3代目桂春蝶などによって演じられている。

## あらすじ
「任侠道」に憧れる男は、安物の着流しに雪駄姿で街をうろつき、毎日のように任侠映画を見ては「健さんかっこええなあ……」などと悦に浸りながら八百屋を営む自宅に帰る暮らしを送っている。「おっ母さん。今、帰（けえ）って来たよ。妹のさくらはもう寝たかい?」「さくらやない。カズコじゃ! 東映も松竹もごっちゃになってるやないか（※さくらは松竹製作の『男はつらいよ』シリーズの登場人物）」
男は風呂屋への道すがら、女性に「お兄さん」と声をかけられると「おっと! 姐（ねえ）さん、流れ者に寄っちゃいけねえ」と大見得を切ってみせるが、「手ぬぐい落（お）ってますけど」と教えられただけであったので、大恥をかく。男は風呂屋で見た客の刺青に憧れ、刺青彫り師のところへ出かけるが、はじめのひと刺しの痛みに耐えられず泣いて身をよじり、「赤チンはござんせんか?」と言って、怒った彫り師に追い出される。
「罪を犯して刑務所に入ろう」と、たたき売りのバナナ1本を手に取り、「お手向いいたしやせん……。旦那、警察へ突き出しておくんなせえ」と悲嘆にくれてみせるが、バナナ売りは男が八百屋の息子であることをよく知っており、「家（うち）に仰山（ぎょうさん＝たくさん）バナナあンのに……」とあきれる。
男が食い下がるので、バナナ売りはしかたなくすぐ近くの交番に連れていくが、警官も男が八百屋の息子であることをよく知っているため、真剣に相手にしない。「（懲役を）勤めさせていただきやす」「勤めたかったら職安行て来い!」
やることなすこと男の思惑通りにいかず、男は本当の「任侠」になれないことを嘆きながら家に帰る。「ああ、おっ母さん。……おっ母さん? 右も左も真っ暗闇じゃあござんせんか（1971年にヒットした鶴田の楽曲『傷だらけの人生』の一節）」「アホンダラ! 今停電じゃ」

## バリエーション
- 3代目春蝶は、警官を『ミナミの帝王』シリーズの竹内力に憧れている設定にしている。